# Лаштон (Небраска)
Лаштон (англ. Lushton) — селище (англ. village) в США, в окрузі Йорк штату Небраска. Населення — 28 осіб (2020).

## Географія
Лаштон розташований за координатами 40°43′27″ пн. ш. 97°43′25″ зх. д. / 40.72417° пн. ш. 97.72361° зх. д. (40.724030, -97.723648).  За даними Бюро перепису населення США в 2010 році селище мало площу 0,37 км², уся площа — суходіл.

## Демографія
Згідно з переписом 2010 року, у селищі мешкало 30 осіб у 15 домогосподарствах у складі 10 родин. Густота населення становила 81 особа/км².  Було 18 помешкань (49/км²).
Расовий склад населення:
| - 100,0 % — білих |

До двох чи більше рас належало 0,0 %. Частка іспаномовних становила 0,0 % від усіх жителів.
За віковим діапазоном населення розподілялося таким чином: 13,3 % — особи молодші 18 років, 50,0 % — особи у віці 18—64 років, 36,7 % — особи у віці 65 років та старші. Медіана віку мешканця становила 51,0 року. На 100 осіб жіночої статі у селищі припадало 130,8 чоловіків;  на 100 жінок у віці від 18 років та старших — 116,7 чоловіків також старших 18 років.
Середній дохід на одне домашнє господарство  становив 48 832 долари США (медіана — 55 000), а середній дохід на одну сім'ю — 52 700 доларів (медіана — 54 375). 
Цивільне працевлаштоване населення становило 20 осіб. Основні галузі зайнятості: освіта, охорона здоров'я та соціальна допомога — 30,0 %, будівництво — 25,0 %, мистецтво, розваги та відпочинок — 15,0 %, роздрібна торгівля — 10,0 %.